# 데이트 소동
《데이트 소동》(영어: Blind Date)은 미국에서 제작된 블레이크 에드워즈 감독의 1987년 로맨틱 코미디 영화이다. 킴 베이싱어, 브루스 윌리스 등이 출연하였고, 토니 애덤스 등이 제작에 참여하였다.

## 출연진
- 킴 베이싱어
- 브루스 윌리스
- 존 래러켓
- 윌리엄 대니얼스
- 조지 코
- 마크 블럼
- 필 하트먼
- 스테퍼니 패러시
- 앨리스 허슨
- 조이스 밴패튼
- 배리 소블
- 아민 시머먼
- 브라이언 조지

## 기타 제작진
- 협력 제작: 트리시 캐러셀리
- 배역: 낸시 클로퍼
- 미술: 로저 마우스
- 의상: 트레이시 타이넌